# Turmakhad
Turmakhad (en népalais : तुर्माखाँद) est un comité de développement villageois du Népal situé dans le district d'Achham. Au recensement de 2011, il comptait 4 057 habitants.